# Góra Tasmana
Góra Tasmana (ang. Mount Tasman, maoryski Rarakiora) – drugi pod względem wysokości szczyt Nowej Zelandii, położony w Alpach Południowych. Szczyt wznosi się prawie 2,5 kilometra ponad opływający go od południa Lodowiec Tasmana.